# Theano cinerea
Theano cinerea là một loài ruồi trong họ Tachinidae.